# Goldsaumbuntbarsch
Der Goldsaumbuntbarsch (Andinoacara rivulatus) ist ein Süßwasserfisch in der Familie der Buntbarsche (Cichlidae) aus den Pazifikzuflüssen im nordwestlichen Südamerika (Ecuador und Peru).

## Merkmale

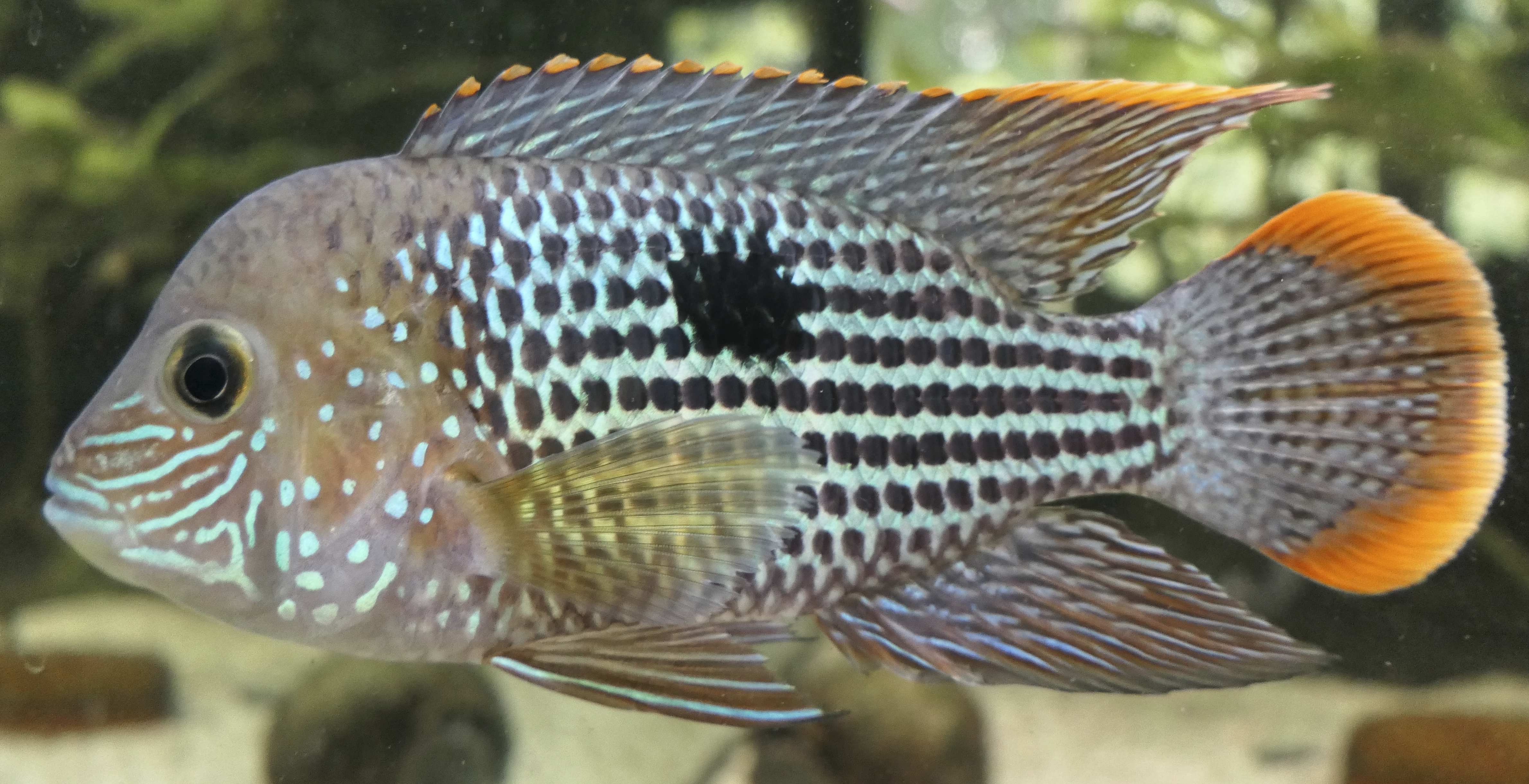
Ein männlicher Goldsaumbuntbarsch von ca. 10 cm Länge.

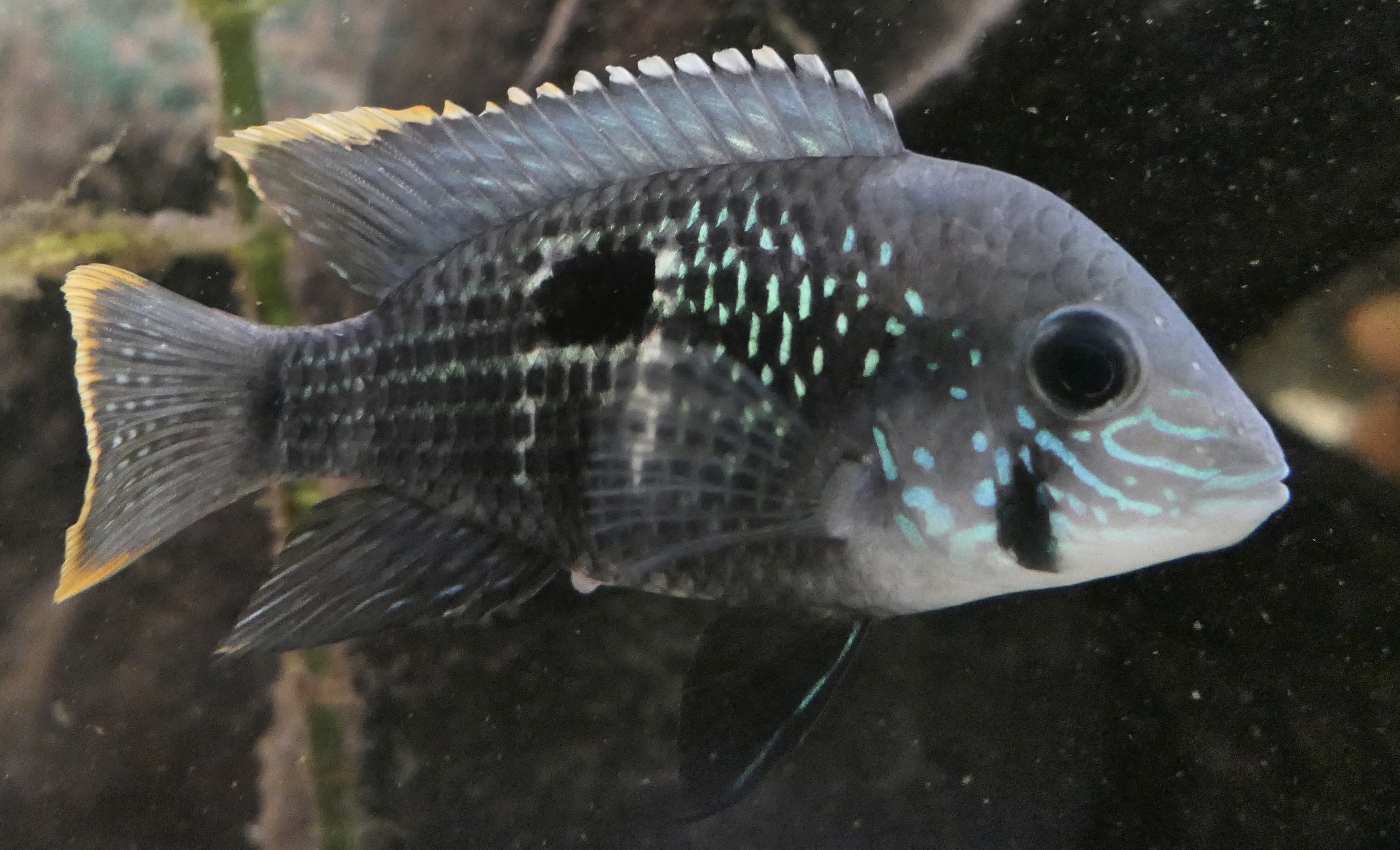
Ein weiblicher Goldsaumbuntbarsch in Brutfärbung, mit sichtbarer Genitalpapille.

Goldsaumbuntbarsche sind stattliche und auffallend gefärbte Buntbarsche. Ihre großen, an den Flanken meist helloliv, aber manchmal auch bläulich glänzenden Schuppen verfügen über eine dunkeloliv gefärbte Basis, was zu einer kontrastreichen Punkt- oder Fleckenmusterung führt. Der Stirnbereich ist wie die Schuppenbasis gefärbt. Unterhalb des Auges, von der Schnauzenspitze bis über die Kiemendeckel verteilen sich feine hellblaue Punkt- und Linienzeichnungen. In der Körpermitte, unterhalb der deutlich ausgeprägten Seitenlinie, ist ein dunkler Zeichnungsfleck angelegt, der als Stimmungsausdruck nicht bis stark ausgeprägt sichtbar ist. Auch die Bauch- und die unpaarigen Flossen sind mit feinen, hellen und bläulichen Linien durchzogen, die Rücken- und Schwanzflosse zudem weiß oder orangerot gesäumt. Geschlechtsreife Männchen können eine Gesamtlänge von deutlich über 20 Zentimeter erreichen und entwickeln, je nach Alter, einen markanten Stirnbuckel. Weibchen bleiben etwas kleiner. Der Geschlechtsdichromatismus ist gering ausgeprägt, die Färbung der Geschlechter also sehr ähnlich.

Goldsaumbuntbarsche sind polychromatisch. Es gibt Exemplare mit orangefarbenen, gelben und mit weißen Flossensäumen. Alle diese Formen kommen in der Natur im selben Biotop nebeneinander vor.

## Verbreitung
Die Typuslokalität ist nicht bekannt. Günther gibt in der Erstbeschreibung lediglich „western Ecuador“ an. Die meisten belegten Nachweise in der Natur stammen von reisenden Aquarienfreunden. Goldsaumbuntbarsche besiedeln auf der Westseite der Anden Ecuador sowie das nördliche Peru und dort nicht nur die großen Flüsse der Küstenebenen, sondern auch deren kleineren Zuflüsse bis auf Mittelgebirgsniveau. In Ecuador das Río-Esmeraldas-Becken, Río Verde, Río Cayapas, den gesamten Einzug des Río Guayas, der das westliche Küstentiefland Ecuadors in den Pazifik entwässert, einschließlich der kleineren Zuläufe des Río Vinces und des Río Daule, den Río Peripa sowie das System des Río Tumbes im Norden von Peru. Ob und wie sich Goldsaumbuntbarsche in Kolumbien ausgebreitet haben, ist ungeklärt. Hierzu müsste die Frage geklärt sein, ob es sich bei den nördlich des Esmeraldas-Einzugs, im Grenzgebiet Ecuadors und Kolumbiens, beschriebenen Aequidens aequinoctialis Regan 1905 und Aequidens azurifer Fowler 1911 um Synonymbeschreibungen zum Goldsaumbuntbarsch handelt, um eigenständige oder sogar um mehrere noch unbeschriebene Arten. Kullander hält diese beiden Arten für Synonyme von Andinoacara rivulatus.

## Ökologie
Goldsaumbuntbarsche leben vom Küstentiefland bis in Höhen von 780 Meter. Innerhalb dieses großen geografischen Bereichs besiedeln sie Uferzonen und tiefe, strömungsreiche Bereiche großer Flüsse, kleine Flüsse, Bäche, stark strömende Quellbäche, Überschwemmungs- und Restwasserbereiche, Seen und Teiche. Diese Gewässer verfügen über steinigen bis sandigen Grund, bergen Totholz und dichte Falllaubschichten, sind verschlammt und trüb oder klar, vegetationsfrei oder dicht mit höheren Wasserpflanzen bewachsen. Goldsaumbuntbarsche sind hinsichtlich ihres Lebensraums also sehr anpassungsfähig und ernähren sich omnivor, wobei Insektenlarven, Crustaceen und Weichtiere den größten Anteil bilden.

Der Tierfotograf Arend van den Nieuwenhuizen berichtet von Goldsaumbuntbarschen in den Thermalgewässern der ungarischen Hauptstadt Budapest und fand sie auch in der Umgebung des Plattensees.

## Fortpflanzung
Goldsaumbuntbarsche bilden zur Fortpflanzung Paare, die Brutreviere besetzen. Sie legen ihre Eier offen auf zuvor gesäuberte, feste Substrate und betten die nach etwa drei Tagen schlüpfenden Larven bis zu deren Freischwimmen mehrmals täglich in kleine Gruben um. Um die Brutpflege und die Revierverteidigung kümmert sich vorwiegend das Weibchen.

## Systematik
Günther beschrieb den Goldsaumbuntbarsch als Chromis rivulata. Über die inzwischen von allen Arten befreite Gattung Acara Heckel 1840 wurde er schließlich in die „Sammelgattung“ Aequidens Eigenmann & Bray 1894 gestellt, die lange Zeit unterschiedlichste cichlasomine Buntbarsche vereinte. 1998 erstellte der schwedische Ichthyologe Sven O. Kullander einen morphologisch begründeten Stammbaum der südamerikanischen Buntbarsche und gründete die nun in Anführungszeichen gesetzte „Aequidens“-rivulatus-Gruppe, die er in die Nähe der maulbrütenden Tahuantinsuyoa-Arten stellte.

Nach umfangreichen genetischen Untersuchungen von sieben, bislang den Aequidens zugeordneten cichlasomatinen Buntbarscharten begründeten Musilová, Řícan und Novák 2009 die neue Gattung  Andinoacara. In diese neue Gattung wurde auch der Goldsaumbuntbarsch gestellt, der nun korrekt Andinoacara rivulatus bezeichnet wird.

In der populären und wissenschaftlichen Literatur wurden Goldsaumbuntbarsch, Orangesaumbuntbarsch und Silbersaumbuntbarsch bisher als Erscheinungsformen der einzigen Art Andinoacara rivulatus geführt. Musilova, Schindler und Staeck untersuchten acht Gene dieser Cichliden und trennten den Silbersaumbuntbarsch als neue Art Andinoacara stalsbergi ab.

## Bedeutung für den Menschen
Goldsaumbuntbarsche sind bei Buntbarschfreunden beliebte Aquarienfische, aber nur selten im Handel anzutreffen. Aufgrund der unklaren Systematik wurden sie häufig mit dem Silbersaumbuntbarsch Andinoacara stalsbergi verwechselt, der im englischen Sprachraum „Green Terror“ genannt wird. Viele populäre Veröffentlichungen zu diesen beiden Arten sind unzuverlässig, weil häufig Verhaltenseigenschaften beider Arten miteinander vermischt dargestellt werden.